# Ailuroglossum
Ailuroglossum, biljni rod iz porodice Boraginaceae kojemu pripadaju dvije endemske vrste iz kineskih provincija Sichuan i Yunnan.
Rod je opisan 2019. i smješten u tribus Cynoglosseae

## Opis
Ailuroglossum je endemičan za provincije Sichuan i Yunnan u južnoj Kini. Uključuje dvije vrste: A. triste (Diels) Sutorý, prije poznat kao Cynoglossum triste Diels, i novoopisani A. breviglochidiatum Sutorý. Rod se razlikuje od Cynoglossum L. kombinacijom obilježja, uključujući rizom, a ne glavni korijen, gotovo ravnu ginobazu, usko konusni oblik i diskoidnu stigmu, oraščiće sa savršenim odvajanjem, bez trbušnog pričvršćenja. Nova vrsta, A. breviglochidiatum, ističe se tanjim rizomima s duljim internodijama, različito oblikovanim listovima i manjim oraščićima s gušćom ovojnicom kraćih glohida.

## Vrste
1. Ailuroglossum breviglochidiatum Sutorý
2. Ailuroglossum triste (Diels) Sutorý